# Associazione Calcio Carpi 1998-1999
Questa pagina raccoglie le informazioni riguardanti l'Associazione Calcio Carpi nelle competizioni ufficiali della stagione 1998-1999.

## Stagione
Nella stagione 1998-1999 il Carpi ha disputato il girone A del campionato di Serie C1, piazzandosi all'ultimo posto in classifica con 20 punti e retrocedendo in Serie C2 con Saronno e Padova. Il torneo è stato vinto con 66 punti dall'Alzano Virescit che è stato promosso in Serie B, accompagnato tra i cadetti dalla Pistoiese che ha vinto i playoff. A Carpi inizia il tracollo, i migliori sono ceduti, Walter De Vecchi rinuncia alla panchina, allora si punta su Luigi Sacchetti mediano del Verona tricolore. Dopo un illusorio successo d'apertura (1-0) all'Arezzo, inizia un vero calvario, dopo sei sconfitte di fila, salta la panchina del tecnico, arriva Gianni Balugani, che le prova tutte, compresi tanti ragazzi della Beretti, ma deve rassegnarsi, la marcia del Carpi non cambia. Al termine del torneo si contano 24 sconfitte, condite da 5 vittorie e 5 pareggi. Il tracollo dei carpigiani inizia così, ed avrà conseguenze peggiori nelle prossime stagioni. Nella Coppa Italia di Serie C il Carpi disputa il girone D di qualificazione, vinto dal Modena.

## Risultati

### Serie C1

#### Girone di andata
| Arbitro: | Ardito (Bari) |

|               |           |  |
| De Simone 33’ | Marcatori |  |

| Arbitro: | Campofiorito (Chiavari) |

|                                   |           |                            |
| Saudati 6’ Baraldi 33’ Rocchi 66’ | Marcatori | 30’ Facciotto 56’ Verolino |

| Arbitro: | Cassarà (Palermo) |

|              |           |                                             |
| Verolino 58’ | Marcatori | 16’ Lucidi 48’ Cancellato 85’, 90’ Ginestra |

| Arbitro: | Ciulli (Roma) |

|             |           |  |
| Putelli 71’ | Marcatori |  |

| Arbitro: | Cruciani (Pesaro) |

|  |           |                        |
|  | Marcatori | 62’ Vanigli 76’ Scalzo |

| Arbitro: | Palmieri (Cosenza) |

|              |           |  |
| Polidori 36’ | Marcatori |  |

| Arbitro: | G. Rossi (Rimini) |

|  |           |                  |
|  | Marcatori | 47’, 68’ Pantano |

| Arbitro: | Lambertini (Bologna) |

|                              |           |              |
| De Silvestro 77’ Pelatti 85’ | Marcatori | 9’ Primitivo |

| Arbitro: | Ferlito (Prato) |

|                         |           |              |
| Zanon 41’ Rimondini 66’ | Marcatori | 29’ Verolino |

| Arbitro: | Battaglia (Messina) |

|                                  |           |                                        |
| Corradi 41’ Primitivo 45’ (rig.) | Marcatori | 14’ Mas. Sala 49’ Gorini 75’ Cavicchia |

| Arbitro: | Morganti (Ascoli Piceno) |

|                           |           |                                 |
| Corradi 24’ Mazzocchi 30’ | Marcatori | 50’ (rig.) Chiaretti 90+4’ Gola |

| Arbitro: | Silvestrini (Macerata) |

|              |           |  |
| Balesini 75’ | Marcatori |  |

| Carpi 6 dicembre 1998 13ª giornata | Carpi            | 0 – 0 | Alzano Virescit | Stadio Sandro Cabassi\| Arbitro: \| Cirone (Palermo) \| |
| Arbitro:                           | Cirone (Palermo) |       |                 |                                                         |

| Arbitro: | Carlucci (Molfetta) |

|                          |           |  |
| Spinelli 67’, 82’ (rig.) | Marcatori |  |

| Arbitro: | Strocchia (Nola) |

|               |           |              |
| M. Morfeo 50’ | Marcatori | 83’ Cassetti |

| Arbitro: | Verrucci (Fermo) |

|                       |           |               |
| Suppa 37’ Saurini 80’ | Marcatori | 90+5’ Birarda |

| Arbitro: | Ambrosino (Torre del Greco) |

|                     |           |                                                       |
| Verolino 62’ (rig.) | Marcatori | 32’ (aut.) Conficconi 47’ D'Ainzara 62’ (rig.) Fiorin |

#### Girone di ritorno
| Arbitro: | Ferone (Terni) |

|                |           |                            |
| Pilleddu 90+3’ | Marcatori | 61’ Verolino 90+1’ Birarda |

| Arbitro: | Verrucci (Fermo) |

|  |           |               |
|  | Marcatori | 45+1’ Saudati |

| Arbitro: | Benedetto (Messina) |

|                       |           |  |
| Cancellato 21’ (rig.) | Marcatori |  |

| Carpi 31 gennaio 1999 21ª giornata | Carpi            | 0 – 0 | Modena | Stadio Sandro Cabassi\| Arbitro: \| Cirone (Palermo) \| |
| Arbitro:                           | Cirone (Palermo) |       |        |                                                         |

| Arbitro: | Ferrari (Roma) |

|            |           |  |
| Sturba 15’ | Marcatori |  |

| Arbitro: | Ardito (Bari) |

|  |           |              |
|  | Marcatori | 81’ Lombardo |

| Arbitro: | Cassarà (Palermo) |

|                            |           |                    |
| Castiglione 4’ Bonaldi 24’ | Marcatori | 58’ (rig.) Gennari |

| Arbitro: | Ciccoianni (Ascoli Piceno) |

|  |           |                  |
|  | Marcatori | 84’ De Silvestro |

| Arbitro: | Cuttica (Alessandria) |

|  |           |                  |
|  | Marcatori | 37’, 55’ Beretta |

| Arbitro: | Gabriele (Frosinone) |

|                |           |                           |
| Pellissier 52’ | Marcatori | 41’ Gennari 84’ Mazzocchi |

| Montevarchi 3 aprile 1999 28ª giornata | Montevarchi                 | 0 – 0 | Carpi | Stadio Gastone Brilli Peri\| Arbitro: \| Ambrosino (Torre del Greco) \| |
| Arbitro:                               | Ambrosino (Torre del Greco) |       |       |                                                                         |

| Arbitro: | Cassarà (Palermo) |

|                                        |           |                               |
| Gennari 37’ Birarda 39’ Verolino 90+2’ | Marcatori | 50’ Bertolini 75’ (rig.) Toti |

| Arbitro: | Cavuoti (Vasto) |

|                                         |           |  |
| Memmo 29’ Martinelli 36’ G. Ferrari 88’ | Marcatori |  |

| Arbitro: | N. Ayroldi (Molfetta) |

|                        |           |               |
| Bondi 13’ Lucarini 66’ | Marcatori | 47’ Zaffaroni |

| Arbitro: | Gabriele (Frosinone) |

|              |           |  |
| Cassetti 76’ | Marcatori |  |

| Arbitro: | S. Ayroldi (Molfetta) |

|  |           |                                |
|  | Marcatori | 18’, 81’ Saurini 55’ S. Barone |

| Arbitro: | Strocchia (Nola) |

|                                            |           |           |
| D'Ainzara 19’, 39’ Arcadio 65’ (rig.), 72’ | Marcatori | 11’ Bondi |

### Coppa Italia Serie C

#### Fase eliminatoria a gironi
| Mantova 23 agosto 1998 1ª giornata | Mantova              | 0 – 0 | Carpi | Stadio Danilo Martelli\| Arbitro: \| Lambertini (Bologna) \| |
| Arbitro:                           | Lambertini (Bologna) |       |       |                                                              |

| Arbitro: | Girardi (San Donà di Piave) |

|                           |           |                |
| Giulietti 73’ (rig.), 83’ | Marcatori | 47’ Tramontano |

| Arbitro: | Manari (Teramo) |

|                              |           |              |
| De Simone 20’ Tramontano 67’ | Marcatori | 15’ Pistella |

| Arbitro: | Lambertini (Bologna) |

|  |           |                |
|  | Marcatori | 66’ Pietranera |

| 23 settembre 1998 5ª giornata |  | – Turno di riposo Carpi |  |  |